# Elblągs vojvodskap
Elblągs vojvodskap (polska Województwo elbląskie) var åren 1975–1998 ett vojvodskap i norra Polen. Huvudstad var Elbląg. 

## Städer
- Elbląg – 129 782
- Kwidzyn – 39 560
- Malbork – 39 256
- Braniewo – 18 865
- Pasłęk – 12 516
- Sztum – 10 930
- Nowy Dwór Gdański – 10 462
- Orneta – 9837
- Prabuty – 8125
- Dzierzgoń – 5653
- Susz – 5600
- Nowy Staw – 3896
- Pieniężno – 2975
- Tolkmicko – 2766
- Frombork – 2528
- Kisielice – 2222
- Młynary – 1844
- Krynica Morska – 1376